# Shaun Wright-Phillips
Shaun Cameron Wright-Phillips (Londen, 25 oktober 1981) is een Engelse voormalig betaald voetballer van Jamaicaanse en Grenadaanse afkomst. Hij speelde het liefst als aanvaller. Hij speelde tussen 2004 en 2010 in het Engels voetbalelftal.
Wright-Phillips is de geadopteerde zoon van voormalig voetballer Ian Wright en halfbroer van voetballer Bradley Wright-Phillips.

## Clubcarrière
Wright-Phillips stroomde in 1999 door uit de jeugd van Manchester City, dat hem één jaar eerder overnam van Nottingham Forest. Na zes seizoenen in het eerste elftal, verhuisde hij in juli 2005 naar Chelsea. Wright-Phillips tekende in augustus 2008 vervolgens een nieuw, vierjarig contract bij Manchester City. Nadat hij in zijn derde seizoen van zijn tweede periode hier niet meer dan zes competitiewedstrijden speelde, maakte hij in augustus 2011 de overstap naar Queens Park Rangers. Op zondag 10 mei 2015 degradeerde hij met die club uit de Premier League. Manchester City versloeg de hekkensluiter op die dag met 6-0, waardoor degradatie een feit was. Wright-Phillips daalde niet met de club af naar de Championship, maar  tekende in juli 2015 een contract bij New York Red Bulls. Dat kon hem transfervrij overnemen omdat zijn contract bij Queens Park Rangers afliep. Wright-Phillips kwam bij New York Red Bulls in één team met zijn broer Bradley. In 2017 ging hij voor Phoenix Rising FC in de USL spelen. In augustus 2019 beëindigde hij zijn loopbaan nadat hij al anderhalf jaar geen club meer had.

## Interlandcarrière
Wright-Phillips speelde op 18 augustus 2004 zijn eerste interland voor het Engels voetbalelftal, tijdens een oefeninterland tegen Oekraïne. Hij scoorde hierin meteen. Hij viel in dat duel na 53 minuten in voor Nicky Butt. Zijn eerste basisplaats kreeg Wright-Phillips op 9 februari 2005, tegen het Nederlands voetbalelftal. Hij maakte deel uit van de Engelse selectie op het wereldkampioenschap voetbal 2010.
| Interlanddoelpunten | Interlanddoelpunten | Interlanddoelpunten | Interlanddoelpunten    | Interlanddoelpunten | Interlanddoelpunten | Interlanddoelpunten | Interlanddoelpunten |
| №                   | Datum               | Locatie             | Wedstrijd              | Goal(s)             | Score               | Uitslag             | Competitie          |
| ------------------- | ------------------- | ------------------- | ---------------------- | ------------------- | ------------------- | ------------------- | ------------------- |
| 1                   | 18.04.2004          | Newcastle           | Engeland – Oekraïne    | Goal                | 3 – 0               | 3 – 0               | Oefeninterland      |
| 2                   | 08.09.2007          | Londen              | Engeland – Israël      | Goal                | 1 – 0               | 3 – 0               | EK-kwalificatie     |
| 3                   | 13.10.2007          | Londen              | Engeland – Estland     | Goal                | 1 – 0               | 3 – 0               | EK-kwalificatie     |
| 4                   | 06.02.2008          | Londen              | Engeland – Zwitserland | Goal                | 2 – 1               | 2 – 1               | Oefeninterland      |
| 5                   | 14.10.2009          | Londen              | Engeland – Wit-Rusland | Goal                | 2 – 0               | 3 – 0               | WK-kwalificatie     |
| 6                   | 03.03.2010          | Londen              | Engeland – Egypte      | Goal                | 2 – 1               | 3 – 1               | Oefeninterland      |

## Statistieken
| seizoen | club                | land     | competitie                   | duels | goals |
| ------- | ------------------- | -------- | ---------------------------- | ----- | ----- |
| 1999/00 | Manchester City     | Engeland | Football League Championship | 4     | 0     |
| 2000/01 | Manchester City     | Engeland | Premier League               | 15    | 0     |
| 2001/02 | Manchester City     | Engeland | Football League Championship | 35    | 8     |
| 2002/03 | Manchester City     | Engeland | Premier League               | 31    | 1     |
| 2003/04 | Manchester City     | Engeland | Premier League               | 34    | 7     |
| 2004/05 | Manchester City     | Engeland | Premier League               | 34    | 10    |
| 2005/06 | Chelsea             | Engeland | Premier League               | 26    | 0     |
| 2006/07 | Chelsea             | Engeland | Premier League               | 27    | 2     |
| 2007/08 | Chelsea             | Engeland | Premier League               | 27    | 2     |
| 2008/09 | Chelsea             | Engeland | Premier League               | 1     | 0     |
| 2008/09 | Manchester City     | Engeland | Premier League               | 27    | 5     |
| 2009/10 | Manchester City     | Engeland | Premier League               | 30    | 4     |
| 2010/11 | Manchester City     | Engeland | Premier League               | 7     | 0     |
| 2011/12 | Queens Park Rangers | Engeland | Premier League               | 32    | 0     |
| 2012/13 | Queens Park Rangers | Engeland | Premier League               | 20    | 1     |
| 2013/14 | Queens Park Rangers | Engeland | Championship                 | 11    | 0     |
| 2014/15 | Queens Park Rangers | Engeland | Premier League               | 4     | 0     |

## Erelijst

### MetManchester City
| Nationaal               |    |         |
| Kampioen First Division | 1x | 2001/02 |
| FA Cup                  | 1x | 2010/11 |

### MetChelsea
| Nationaal               |    |         |
| Kampioen Premier League | 1x | 2005/06 |
| FA Cup                  | 1x | 2007    |
| League Cup              | 1x | 2007    |
| FA Community Shield     | 1x | 2005    |